# 孤馆遇神
《孤馆遇神》，古琴曲，此曲仅见于明嘉靖年间汪芝撰辑的《西麓堂琴統》中。据琴曲题记记载，嵇康夜半抚琴，忽见八鬼，并大声呵斥。其言为周朝伶官，刺死此地而尸骨尚存，祈求将尸骨迁到别地埋葬。第二天康告诉了柏林，掘地果见尸骨，並将其葬下。嵇康晚上做梦八鬼叩拜了嵇康而离去。

## 琴曲原文解析
《西麓堂琴统》中对该琴曲的解析：嵇康夜鼓琴王伯林空館中，見八魅跽燈下，因叱之。對曰，某周時伶官，賜死於此，腐骨未化，願求遷轉，明發，語柏林，掘得遺骸葬之，夜夢八人羅拜而去。康神其事，乃託此弄。

## 演奏版本
- 姚丙炎打譜，姚丙炎、姚公白演奏。[2][3][4]